# Niviaq Korneliussen
Niviaq Korneliussen (ur. 27 stycznia 1990 w Nanortalik) – grenlandzka pisarka, tworząca w języku grenlandzkim i duńskim. 
Jej debiutancka powieść Homo Sapienne z 2014 została napisana w języku grenlandzkim, a następnie przetłumaczona na duński przez samą autorkę. Obie wersje ukazały się w 2014  nakładem wydawnictwa Milik. Jej kolejną książką była powieść Naasuliardarpi (2020), za którą otrzymała prestiżową Nagrodę Literacką Rady Nordyckiej.     

## Życiorys
Studiowała nauki społeczne na Uniwersytecie Grenlandzkim, a następnie psychologię na Uniwersytecie w Aarhus, jednak porzuciła oba kierunki wraz z rozwojem kariery pisarskiej.
W 2012 wzięła udział w projekcie pisarskim Allatta!, który zachęca młodych Grenlandczyków do tworzenia literatury odzwierciedlającej ich życie. Opowiadanie Korneliussen zatytułowane San Francisco znalazło się wśród 10 prac opublikowanych w antologii projektu w 2013, zarówno w wersji grenlandzkiej, jak i duńskiej.
Debiutancka powieść autorki, HOMO sapienne, koncentruje się na losach pięciu młodych dorosłych mieszkających w Nuuk. Zyskała uznanie za nowoczesną formę narracji oraz przedstawienie społeczności LGBTQ+ w grenlandzkim społeczeństwie. Korneliussen, która jest lesbijką, podkreślała, że ważne było dla niej pisanie o życiu osób homoseksualnych na Grenlandii, ponieważ nigdy wcześniej nie spotkała się z taką tematyką w literaturze grenlandzkiej.
HOMO sapienne była nominowana do Nagrody Literackiej Rady Nordyckiej oraz Nagrody Literackiej „Politiken” w 2015. Książka została przetłumaczona na język angielski, francuski, niemiecki, szwedzki, norweski, rumuński, a także polski. W Polsce została wydana w 2021 przez wydawnictwo dziwny pomysł.
W 2020 autorka opublikowała powieść Naasuliardarpi w języku grenlandzkim oraz jej duńskie tłumaczenie zatytułowane Blomsterdalen. W Polsce książka ukazała się w 2022 pod tytułem Dolina Kwiatów nakładem wydawnictwa Czarne.
Powieść zdobyła Nagrodę Literacką Rady Nordyckiej w 2021. W 2022 minister kultury Grenlandii, Peter P. Olsen, przyznał Niviaq Korneliussen nagrodę kulturalną za jej twórczość literacką.

## Publikacje
- HOMO sapienne (2014; w Polsce wydana w 2020[9])

- Naasuliardarpi (2020; w Polsce wydana w 2022 jako Dolina Kwiatów[11])